# 20,000 Leagues Under the Sea (1985)
20,000 Leagues Under the Sea is een Australische animatiefilm uit 1985, gebaseerd op het gelijknamige boek van Jules Verne. Tim Brooke-Hunt produceerde haar, John Stuart componeerde de filmmuziek. Het copyright op de film is anno 2008 in handen van Pulse Distribution and Entertainment.

## Verhaal
In het jaar 1886 maakt een mysterieus zeemonster de oceanen onveilig. Al vele schepen zijn tot zinken gebracht. Experts van over de hele wereld proberen te achterhalen wat voor monster het is. Een van hen is de mariene bioloog Pierre Aronnax. Hij, zijn assistant Conseil en de harpoenist Ned Land gaan mee met het schip Abraham Lincoln om het monster op te sporen.
De Abraham Lincoln wordt door het monster tot zinken gebracht en de drie mannen slaan tijdens de aanval overboord. Ze komen terecht op het monster, dat een door mensen gemaakte duikboot blijkt te zijn. In de duikboot, de Nautilus, ontmoeten ze kapitein Nemo en zijn bemanning. Daar Nemo het geheim van zijn schip ten koste van alles wil bewaren, kan verbiedt hij de drie mannen te gaan.
Lange tijd varen de professor, Ned en Conseil met Nemo en zijn bemanning mee. De professor en Conseil zijn onder de indruk van alles wat ze tegenkomen, maar Ned wil alleen maar ontsnappen. De professor ontdekt dat Nemo een grote haat koestert tegen de mensheid daar hij zijn kinderen en vrouw verloor tijdens een oorlog. Als wraak vernietigt hij nu zo veel mogelijk schepen. Aan de andere kant toont Nemo groot respect voor zijn bemanning en het zeeleven. Indien een van zijn bemanningsleden sterft, krijgt deze een begrafenis in het legendarische Atlantis.
De professor, Ned en Conseil ontdekken Nemo’s plan om de wateren van Noorwegen te bezoeken, waar hij het schip dat verantwoordelijk was voor het verlies van zijn geliefden wil vernietigen. De drie proberen tevergeefs Nemo tot rede te brengen. Daar ze niet deel willen nemen aan deze brute wraakactie, wagen de drie een ontsnapping in een roeiboot. Ze spoelen aan op een onbewoond eiland en zien hoe de Nautilus het schip aanvalt. Daarna wordt er niets meer van de Nautilus vernomen en het blijft de vraag of ze wellicht zelf ook ten onder is gegaan.

## Rolverdeling
| Acteur            | Personage |
| ----------------- | --------- |
| Tom Burlinson     | Ned       |
| Colin Borgonon    |           |
| Liz Horne         |           |
| Alistair Duncan   |           |
| Gilbert Christian |           |